# 道徳教育
道徳教育（どうとくきょういく）とは、道徳的な心情を育て、判断力・実践意欲を持たせるなど、道徳性を養う教育のことをいう。

## 日本の学校における道徳教育

### 概要
日本の学校で行われる道徳教育については、学習指導要領に規定されており、「道徳教育は、学校の教育活動全体を通じて行うもの」であると示されている。つまり、国語科や社会科といった教科の授業や特別活動といった教科外活動（領域）においても道徳教育が行われるものとして位置づけられている。
これは、道徳とは本来誰からも評価がなされない場合であっても、当然の事として行なわれなければならないものであることが、一つの根拠となっている。即ち学校において行われる全ての活動は一つの例外もなく、当然のこととして道徳的であることが求められると同時に、学校外における活動についても、本来全ての活動は須らく道徳的であるべきことが求められる。そして、道徳的であることが、結局は評価に値することともなる。

### 歴史

#### 「修身」から「道徳」へ
第二次世界大戦前には「修身」が筆頭教科に位置づけられていた。なお「修身」が設置された当初は筆頭教科ではなかった。。
戦後、GHQは国史・地理と並んで、修身を軍国主義教育とみなし、授業を停止する覚書を出した。
1951年2月8日、文部省は、道徳科を特設しない道徳教育振興方策を発表し、同年4月26日に手引書要綱総説小学校篇を配布、同年5月29日に中学校篇・高校篇を配布した。
1958年に「逆コース」の流れの中で、理性ある社会人を育てる教科として「道徳」が復活した。なお、科目化したのは松永東である。

#### 「道徳の時間」から「特別の教科 道徳」へ
従来は、小学校、中学校、中等教育学校の前期課程の領域の一つとして「道徳の時間」があったが、2015年（平成27年）3月27日付の学習指導要領一部改正により、「特別の教科 道徳（道徳科）」として新たに位置づけられた。小学校（義務教育学校の前期課程を含む）では2015年度（平成27年度）から2017年度（平成29年度）の移行措置を経て2018年度（平成30年度）から完全実施され、中学校（義務教育学校の後期課程を含む）では2015年度（平成27年度）から2018年度（平成30年度）の移行措置を経て2019年度（平成31年度）から完全実施された。
これに伴い、文部科学省は日本全国で作成されている道徳教育の資料や教材、実践事例を収集・整理し、一元的に発信する「道徳教育アーカイブ」を設置した。

#### 改定点
具󠄁体的な改正のポイントは以下の通りである。
- 道徳科に検定教科書を導入[要出典]
- 内容について、いじめ自殺問題への対応の充実や、発達段階をより一層踏まえた体系的なものに改善[要出典]
  - 「個性の伸長」「相互理解、寛容」「公正、公平、社会正義」「国際理解、国際親善」「よりよく生きる喜び」の内容項目を小学校に追加[要出典]
- 問題解決的な学習や体験的な学習などを取り入れ、指導方法を工夫[要出典]
- 数値評価ではなく、児童生徒の道徳性に係る成長の様子を把握し、文章表記で評価[要出典]
  - 授業時数は、引き続き年間35コマ（小学校1年生は年間34コマ）の週1時間[要出典]
  - 私立小学校・中学校では、従来通り「道徳科」に代えて「宗教」を行うことが可能[要出典]

### 私立学校での道徳授業
キリスト教系（ミッション系）や仏教系などの伝統宗教系の私立学校や、新宗教系の私立学校では、「宗教」の時間に代替して行われているケースが多い。
欧米の学校教育では、宗教教育などで代替されている。イギリスでは宗教の時間とともに、PSHE（人格的社会的健康教育）の時間が、道徳教育と広義の社会的スキルの学習を担当している。

### 高等学校での道徳授業
都道府県立高等学校（都道府県立中等教育学校の後期課程を含む）では、道徳の授業がある例は少なく、茨城県と埼玉県のみである。2013年度からは千葉県でも導入された。

### 「道徳科」で指導する内容項目
小学校から中学校を通じて、身に着けるべき4つの柱に基づく内容項目が（「徳目」や「価値項目」と言われることもあるが、学習指導要領上「内容項目」として）学習指導要領で挙げられている。

#### A 主として自分自身に関すること
- 小学校第1学年及び第2学年 - 「善悪の判断、自律、自由と責任」「正直、誠実」「節度、節制」「個性の伸長」「希望と勇気、努力と強い意志」
- 小学校第3学年及び第4学年 - 「善悪の判断、自律、自由と責任」「正直、誠実」「節度、節制」「個性の伸長」「希望と勇気、努力と強い意志」
- 小学校第5学年及び第6学年 - 「善悪の判断、自律、自由と責任」「正直、誠実」「節度、節制」「個性の伸長」「希望と勇気、努力と強い意志」「真理の探究」
- 中学校 - 「自主、自律、自由と責任」「節度、節制」「向上心、個性の伸長」「希望と勇気、克己と強い意志」「真理の探究、創造」

#### B 主として人との関わりに関すること
- 小学校第1学年及び第2学年 - 「親切、思いやり」「感謝」「礼儀」「友情、信頼」
- 小学校第3学年及び第4学年 - 「親切、思いやり」「感謝」「礼儀」「友情、信頼」「相互理解、寛容」
- 小学校第5学年及び第6学年 - 「親切、思いやり」「感謝」「礼儀」「友情、信頼」「相互理解、寛容」
- 中学校 - 「思いやり、感謝」「礼儀」「友情、信頼」「相互理解、寛容」

#### C 主として集団や社会との関わりに関すること
- 小学校第1学年及び第2学年 - 「規則の尊重」「公正、公平、社会正義」「勤労、公共の精神」「家族愛、家庭生活の充実」「よりよい学校生活、集団生活の充実」「伝統と文化の尊重、国や郷土を愛する態度」「国際理解、国際親善」
- 小学校第3学年及び第4学年 - 「規則の尊重」「公正、公平、社会正義」「勤労、公共の精神」「家族愛、家庭生活の充実」「よりよい学校生活、集団生活の充実」「伝統と文化の尊重、国や郷土を愛する態度」「国際理解、国際親善」
- 小学校第5学年及び第6学年 - 「規則の尊重」「公正、公平、社会正義」「勤労、公共の精神」「家族愛、家庭生活の充実」「よりよい学校生活、集団生活の充実」「伝統と文化の尊重、国や郷土を愛する態度」「国際理解、国際親善」
- 中学校 - 「遵法精神、公徳心」「公正、公平、社会正義」「社会参画、公共の精神」「勤労」「家族愛、家庭生活の充実」「よりよい学校生活、集団生活の充実」「郷土の伝統と文化の尊重、郷土を愛する態度」「我が国の伝統と文化の尊重、国を愛する態度」「国際理解、国際貢献」

#### D 主として生命や自然，崇高なものとの関わりに関すること
- 小学校第1学年及び第2学年 - 「生命の尊さ」「自然愛護」「感動、畏敬の念」
- 小学校第3学年及び第4学年 - 「生命の尊さ」「自然愛護」「感動、畏敬の念」
- 小学校第5学年及び第6学年 - 「生命の尊さ」「自然愛護」「感動、畏敬の念」「よりよく生きる喜び」
- 中学校 - 「生命の尊さ」「自然愛護」「感動、畏敬の念」「よりよく生きる喜び」

### 教材
道徳では指導内容を「単元」とは呼ばず「題材」と呼び、それを指導する「教材」も「資料」と呼び、正式には「教材」とは呼称しない。
資料は教師の創意工夫によって提供される。文部科学省監修の「私たちの道徳」が最もよく活用されている。他にも、NHK教育テレビ・ラジオ第2放送が提供する教育番組、教育委員会の編纂資料、各種教材・教科書出版社が作成した道徳資料集から取捨選択するケースが多い絵本の読み聞かせも比較的よく行われる。。学校事務職員や学校用務員(校務員・管理作業員・学校主事)など、教員以外の学校職員との連携もある。

#### 私たちの道徳
文部科学省監修の「私たちの道徳」（小学校低・中学年は「わたしたちの道徳」）は、従来の「心のノート」を全面改訂したもので、2014年度（平成26年度）から配布されている。
2016年度（平成28年度）配布分からは、学習指導要領が改正された「特別の教科 道徳」から追加した内容項目の教材も追加された。

#### 検定教科書
「特別の教科 道徳」への移行に伴い、「私たちの道徳」に代わり、小学校では2018年度（平成30年度）から、中学校では2019年度（平成31年度）から、検定教科書が導入された。

#### テレビドラマとのタイアップ
文部科学省はフジテレビとタイアップし、2014年（平成26年）7月14日から放送開始した木村拓哉主演の月9ドラマ『HERO』を道徳教育番組として位置づけた。
J-CASTニュースは、このタイアップに対し、インターネット上では賛否両論があったことを報じた。

## デュルケームの道徳教育論
エミール・デュルケームは、フランス第三共和政期に世俗教育の進展に伴い、道徳教育の根拠を神から社会に置き換える必要性から『道徳教育論』を著した。
デュルケームによれば、道徳は命令の体系ではなく、禁止の体系である。また、個人が制定過程に関与するものではなく、社会から外部的に与えられるものである。さらに、道徳には強制により実現される義務と、それを遵守すれば社会から果実を得られる善とがあるとした。
デュルケームによれば、子供の心理特性には、習慣に固執する、暗示にかかりやすい、といったものがある。子供は、いったん獲得した習慣を容易に放棄しないが、暗示によって新しい習慣を獲得したならば、今度はその新しい習慣に固執し、生活習慣の形成にも役立つという。このような道徳教育は学童期が最適であるとした。
子供が最初に経験する社会集団は家族である。しかし、家族という比較的個人的な範疇の社会集団と、地域や国、国際社会という、より公共性のありかたが問題となる社会集団とは落差が大きい。そのために、学校という橋渡しが必要になる。また、その中でこのような「道徳性」を涵養する場が必要となってくる。この意味で、現代における「道徳教育」は現代社会と関わりながら生きる個人としてどうあるべきか、という「公共性」形成が重要となる。